# Drum Castle

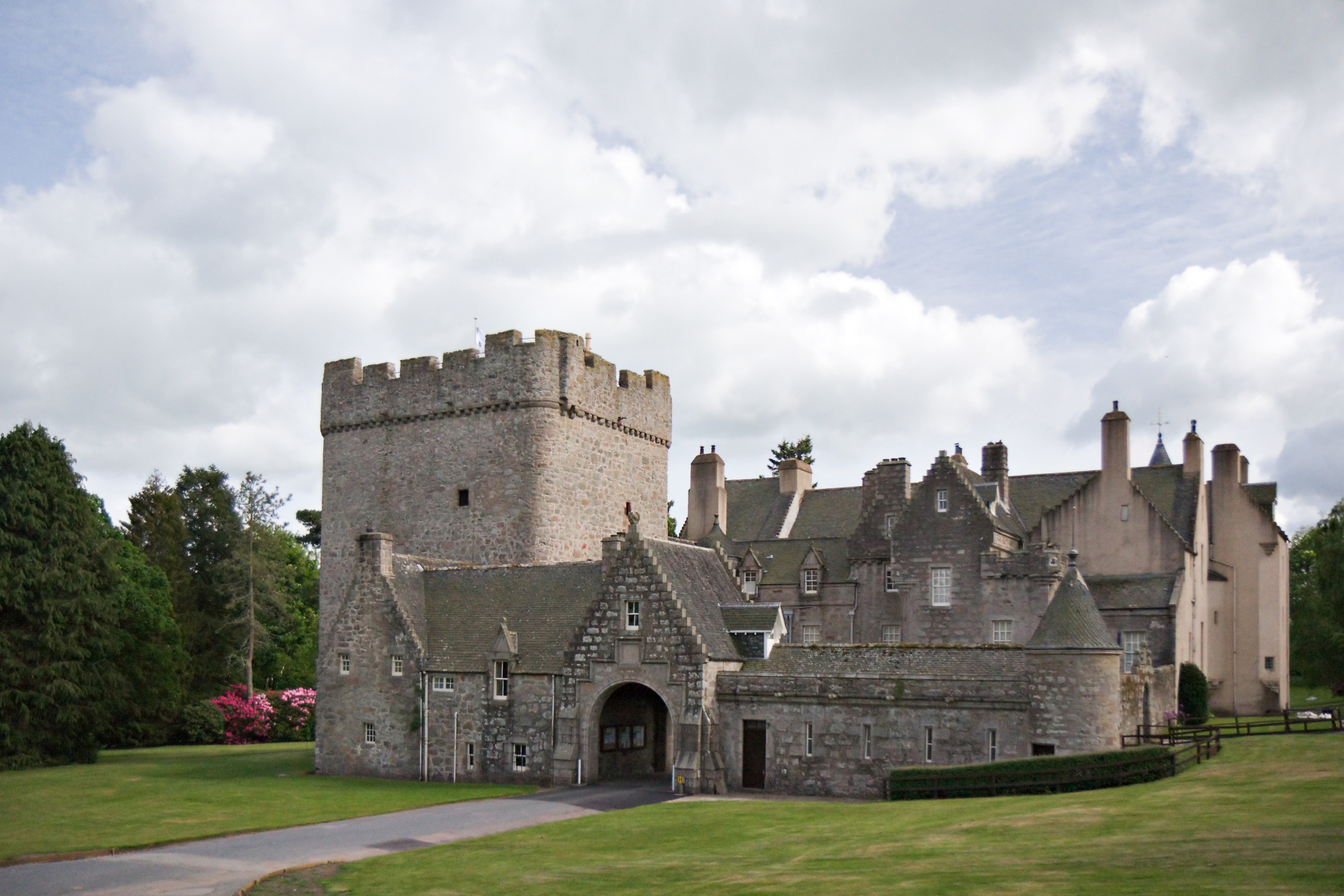
Drum Castle

Drum Castle ligger nära Drumoak, Aberdeenshire, Skottland. Klanen Irvine fick slottet som gåva av Robert Bruce och det var klanens huvudsäte 1323 till 1975 då The National Trust for Scotland övertog fastigheten och dess ägor. 
Det medeltida tornet är ifrån 1200-talet och är bland de äldsta och framförallt bäst bevarade från den tiden i hela Skottland.